# 음성 양덕리 동리장승
음성 양덕리 동리장승은 장승형 미륵으로 할아버지미륵과 할머니미륵이 약 300m 정도의 거리를 두고 서로 마주하며 1쌍을 이루고 있으며, 화강암으로 조성되어 있다. 충청북도 음성군 삼성면에 있다. 2001년 12월 7일 음성군의 향토문화유적 제4호로 지정되었다.

## 개요
이 미륵불은 장승형 미륵으로 할아버지미륵과 할머니미륵이 약 300m 정도의 거리를 두고 서로 마주하며 1쌍을 이루고 있으며, 화강암으로 조성되어 있다. 삼성면 동리마을의 미륵은 덕정리에서 동리저수지를 지나는 도로 왼쪽 밭둑에 마을사람들이 <할아버지 미륵>이라 부르는 장승이 서있고, 이곳에서 약 300m 떨어진 곳에 <할머니 미륵>이 있는데 할아버지 미륵보다 규모가 작다.
할아버지 미륵은 높이 약 200㎝, 앞면 너비 약 50㎝ 규모인데 직사면체 형태의 기다란 돌로 된 선돌형이다. 얼굴 부분은 아래에서 위로 경사를 이뤄 깎아 올림으로서 머리 부분이 뾰족한 형태이며 음각으로 조각하였는데 눈썹과 눈꼬리는 치켜 올라갔고 코는 매부리코처럼 크고 뭉툭하게 표현하였다. 두툼한 입술에 굳게 다문 입은 남성의 듬직함을 나타낸다. 몸통부분은 직사면체로 반듯하게 생겼다.
할머니 미륵은 얼굴부분과 몸통부분에 약간의 손질을 하여 할아버지 미륵보다 인공미가 더 있다. 얼굴부분은 동그란 얼굴 형태에 동그랗고 큰 눈 그리고 얇은 입술의 표현은 정숙한 여인상을 나타낸다. 몸통부분에 희미하게 여(女)자가 보이는데 지하여장군이라 썼던 것으로 여겨진다. 마을 공동의 수막살이로서의 기능을 하고 있는 것으로 여겨진다.

## 참고 문헌
- 양덕리 동리장승